# Kuchyňa
Kuchyňa (deutsch Kuchel, ungarisch Konyha) ist eine Gemeinde im äußersten Westen der Slowakei. Sie liegt im Záhorie-Tiefland am Fuße der Kleinen Karpaten am Fluss Malina, 18 km von Malacky und 43 km von Bratislava entfernt.

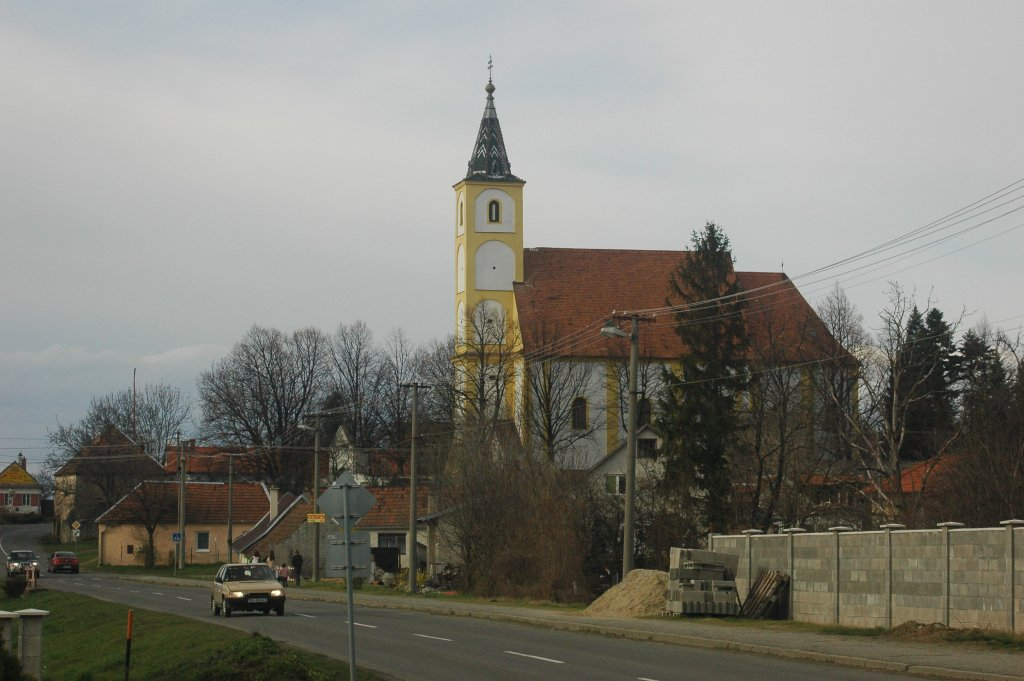
Kirche des hl. Nikolaus (Sv. Mikulas)

Die erste schriftliche Erwähnung erfolgte im Jahr 1206 als Cuhnamezei.
Westlich der Gemeinde befinden sich der Truppenübungsplatz Záhorie und ein Militärflugplatz (ICAO-Code: LZMC).

## Bevölkerung
| Jahr                | 1994 | 2004    | 2014    | 2024    |
| ------------------- | ---- | ------- | ------- | ------- |
| Anzahl der Personen | 1581 | 1626    | 1691    | 1798    |
| Unterschied         |      | +2,84 % | +3,99 % | +6,32 % |

| Jahr                | 2023 | 2024 |
| ------------------- | ---- | ---- |
| Anzahl der Personen | 1798 | 1798 |
| Unterschied         |      | +0 % |

## Söhne und Töchter der Gemeinde
- Viktor von Renner (1846–1943), österreichischer Lehrer und Numismatiker
- Stefan Janos (* 1943), slowakisch-schweizerischer Physiker

## Kultur
- Siehe auch: Liste der denkmalgeschützten Objekte in Kuchyňa